# Aderus viani
Aderus viani é uma espécie de Coleoptera da família Aderidae. Foi descrita cientificamente por Maurice Pic em 1938.

## Distribuição geográfica
Habita na Argentina.